# Planiplax phoenicura
Planiplax phoenicura är en trollsländeart som beskrevs av Friedrich Ris 1912. Planiplax phoenicura ingår i släktet Planiplax och familjen segeltrollsländor. Inga underarter finns listade i Catalogue of Life.